# Karel Prikry
Karel Libor Prikry (tschechisch: Karel Příkrý, * 28. April 1944 in Chvalkovice, Protektorat Böhmen und Mähren, heute Tschechien) ist ein US-amerikanischer Mathematiker, der sich mit Axiomatischer Mengenlehre befasst.

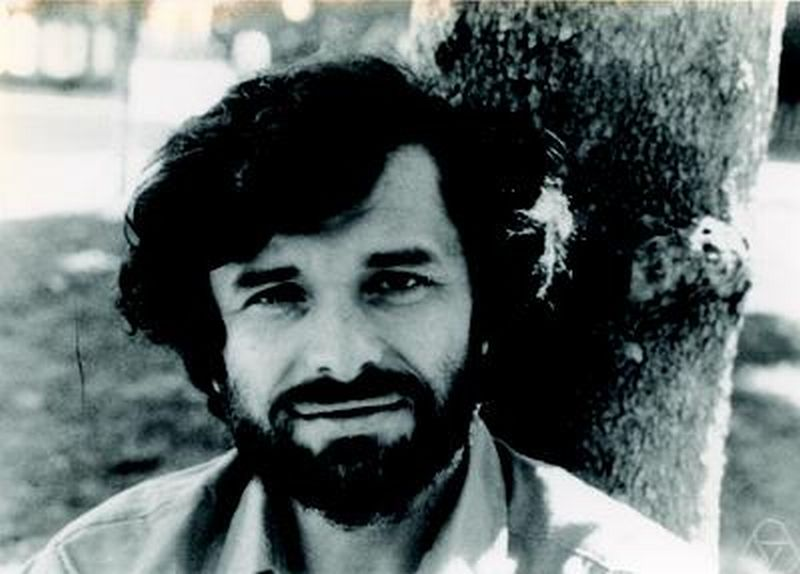
Karel Prikry, 1978, Berkeley

Prikry studierte an der Universität Warschau (Magister 1965) und wurde 1968 an der University of California, Berkeley bei Jack Silver promoviert (Changing measurable into accessible cardinals), an der er 1965 bis 1968 Forschungsassistent war. 1968 wurde er Assistant Professor an der University of Wisconsin–Madison und 1972 Associate Professor an der University of Minnesota in Minneapolis, an der er 1980 eine volle Professur erhielt.
Eine Forcing-Methode ist nach ihm benannt (Prikry Forcing). Er befasst sich mit Ultrafiltern, Konsistenz- und Unabhängigkeitsresultaten der axiomatischen Mengenlehre und kombinatorischen Eigenschaften von Familien von Mengen. Mit Jack Silver, W. Hugh Woodin, Saharon Shelah, Menachem Magidor, William Mitchell und Moti Gitik war er an der negativen Lösung der Vermutung der singulären Kardinalzahlen beteiligt. Resultate von ihm und Silver flossen schon in den Beweis des Satzes von Silver ein.